# Distrikt Turpay
Der Distrikt Turpay liegt in der Provinz Grau in der Region Apurímac im zentralen Süden von Peru. Der Distrikt wurde am 28. Februar 1958 gegründet. Er erstreckt sich über eine Fläche von 51 km². Beim Zensus 2017 wurden 667 Einwohner gezählt. Im Jahr 1993 lag die Einwohnerzahl bei 934, im Jahr 2007 bei 777. Die Distriktverwaltung befindet sich in der 3440 m hoch gelegenen Ortschaft Turpay mit 606 Einwohnern (Stand 2017). Turpay liegt 16 km südöstlich der Provinzhauptstadt Chuquibambilla.

## Geographische Lage
Der Distrikt Turpay liegt im Andenhochland am linken Flussufer des nach Norden fließenden Río Vilcabamba im zentralen Süden der Provinz Grau.
Der Distrikt Turpay grenzt im Südwesten an den Distrikt Virundo, im Nordwesten an den Distrikt Pataypampa, im Nordosten an den Distrikt San Antonio, im Osten an den Distrikt Mamara sowie im Südosten an den Distrikt Oropesa (Provinz Antabamba).